# ショセ・ダンタン＝ラ・ファイエット駅
ショセ・ダンタン＝ラ・ファイエット駅（―えき、Chaussée d'Antin - La Fayette）は、フランス・パリ9区にあるパリメトロの駅。
ショセ＝ダンタン通りとラ・ファイエット通り（アメリカ独立戦争、フランス革命で活躍したラ・ファイエット侯爵にちなむ命名）の交差点に位置する。

## 利用可能な鉄道路線
- パリメトロ
  - 7号線
  - 9号線

## 駅周辺
- ギャラリー・ラファイエット本店

## 歴史
- 1910年11月5日、7号線オペラ駅 - ポルト・ド・ラ・ヴィレット駅間開通に伴い、ショセ・ダンタン駅（Chaussée d'Antin）として開業。
- 1923年6月3日、9号線サントーギュスタン駅 - ショセ・ダンタン駅間延伸に伴い、9号線の乗り入れ開始。
- 1989年、ショセ・ダンタン＝ラ・ファイエット駅と改称。

## 隣の駅
パリメトロ
■7号線
ル・プルティエ駅（Le Peletier） - ショセ・ダンタン＝ラ・ファイエット駅 - オペラ駅（Opéra）
■9号線
アーヴル＝コーマルタン駅（Havre - Caumartin） - ショセ・ダンタン＝ラ・ファイエット駅 - リシュリュー＝ドルーオ駅（Richelieu - Drouot）